# Diecezja Caacupé
Diecezja Caacupé (łac. Dioecesis Caacupensis) – rzymskokatolicka diecezja w Paragwaju. Została erygowana 29 marca 1967 w miejsce istniejącej od 2 sierpnia 1960 prałatury terytorialnej.

## Główne świątynie
- Katedra: Katedra Matki Boskiej Cudownej w Caacupé

## Biskupi diecezjalni
- Ismael Blas Rolón Silvero SDB (1960 – 1970)
- Demetrio Ignacio Aquino Aquino (1971 – 1994)
- Claudio Giménez (1995 – 2017)
- Ricardo Valenzuela (od 2017)